# Sanae Mishima
Sanae Mishima (三島 早苗?, Mishima Sanae; 3 maggio 1957) è un'ex calciatrice giapponese.

## Carriera

### Nazionale
Nel giugno 1981, Mishima è convocata nella Nazionale maggiore in occasione della Coppa d'Asia 1981, dove esordisce nella partita contro Thailandia. In tutto, Mishima ha giocato 2 partite con la Nazionale nipponica.

## Statistiche

### Cronologia presenze e reti in nazionale
| Cronologia completa delle presenze e delle reti in nazionale ― Giappone | Cronologia completa delle presenze e delle reti in nazionale ― Giappone | Cronologia completa delle presenze e delle reti in nazionale ― Giappone | Cronologia completa delle presenze e delle reti in nazionale ― Giappone | Cronologia completa delle presenze e delle reti in nazionale ― Giappone | Cronologia completa delle presenze e delle reti in nazionale ― Giappone | Cronologia completa delle presenze e delle reti in nazionale ― Giappone | Cronologia completa delle presenze e delle reti in nazionale ― Giappone |
| Data                                                                    | Città                                                                   | In casa                                                                 | Risultato                                                               | Ospiti                                                                  | Competizione                                                            | Reti                                                                    | Note                                                                    |
| ----------------------------------------------------------------------- | ----------------------------------------------------------------------- | ----------------------------------------------------------------------- | ----------------------------------------------------------------------- | ----------------------------------------------------------------------- | ----------------------------------------------------------------------- | ----------------------------------------------------------------------- | ----------------------------------------------------------------------- |
| 11-6-1981                                                               | Hong Kong                                                               | Giappone                                                                | 0 – 2                                                                   | Thailandia                                                              | Coppa d'Asia 1981                                                       | -                                                                       |                                                                         |
| 9-9-1981                                                                | Tokyo                                                                   | Giappone                                                                | 0 – 9                                                                   | Italia                                                                  | Mundialito 1981                                                         | -                                                                       |                                                                         |
| Totale                                                                  |                                                                         | Presenze                                                                | 2                                                                       |                                                                         | Reti                                                                    | 0                                                                       |                                                                         |